# Clanis Valles
Le Clanis Valles sono una struttura geologica della superficie di Marte.